# پونور
پونور (به انگلیسی: Ponnur) یک منطقهٔ مسکونی در هند است که در Ponnur mandal واقع شده‌است. پونور ۲۵٫۶۴ کیلومتر مربع مساحت و ۵۹٬۹۱۳ نفر جمعیت دارد.